# Hans Mollier
Hans Mollier (geboren 31. Juli 1895 in München; gestorben 31. Dezember 1971 ebenda; Pseudonym Johann Lachner) war ein deutscher Diplomat in der Zeit des Nationalsozialismus, Journalist und Schriftsteller.

## Werdegang
Der Sohn des Anatomieprofessors Siegfried Mollier und der Hedwig Riemerscheid machte 1914 sein Abitur am Wilhelmsgymnasium München und wurde Soldat im Ersten Weltkrieg, in dem er zum Leutnant befördert wurde. Er studierte Kunstgeschichte und Kompositionslehre und schloss dies 1927 mit Promotion ab. Nebenher war er ab 1923 als Bankangestellter tätig und in den Jahren 1924/25 in der Werbeabteilung des Piper-Verlages. Von 1927 bis 1930 schrieb er für das Feuilleton der München-Augsburger Abendzeitung. Dann ging er als Korrespondent der Telegraphen-Union (seit 1934 Deutsches Nachrichtenbüro) nach Rom und wurde dort 1935 Presseattaché der deutschen Botschaft. Zum 1. Oktober 1934 trat er der NSDAP bei (Mitgliedsnummer 2.711.813) und wurde Leiter des Presseamtes der Landesgruppe Italien der NSDAP/AO. Seit Juli 1935 war er Mitglied der SA, die ihn am 30. Januar 1939 zum Sturmbannführer beförderte. Ab September 1943 leitete er als Gesandtschaftsrat I. Klasse in der Dienststelle des Bevollmächtigten des Großdeutschen Reichs bei der Italienischen Faschistischen Nationalregierung in Salò unter dem Gesandten Rudolf Rahn  die Presseabteilung.
Über seine Internierung und Entnazifizierung nach Kriegsende ist nichts bekannt. Ab 1948 schrieb er, auch unter dem Pseudonym Johann Lachner, für die Süddeutsche Zeitung und wurde Feuilletonchef. Unter dem Pseudonym veröffentlichte er auch mehrere Bücher, darunter ein illustriertes Wörterbuch der bayerischen Sprache.
Mollier war in zweiter Ehe mit der Schriftstellerin Lore Enderle verheiratet.

## Ehrungen
- 1968: Verdienstkreuz 1. Klasse der Bundesrepublik Deutschland
- 1968: Ludwig-Thoma-Medaille der Stadt München